# Uniwersytet Kraju Saary
Uniwersytet Kraju Saary (niem. Universität des Saarlandes) – jedyny uniwersytet w stolicy Kraju Saary Saarbrücken. Został założony w 1948 roku w ramach kooperacji niemiecko-francuskiej. Była to pierwsza uczelnia założona w Niemczech po drugiej wojnie światowej i powstała dzięki pomocy rządu francuskiego, pod patronatem uniwersytetu w Nancy. Wydział medycyny zlokalizowany jest w całości na terenie kompleksu szpitalnego w Homburgu.
Uczelnia podzielona jest na osiem wydziałów i jest znana w Niemczech przede wszystkim ze względu na wysoki poziom badań naukowych oraz kształcenia na kierunkach związanych z informatyką.